# Lucky Denver Mint
Lucky Denver Mint — первый сингл с альбома Clarity, выпущенный в 1999 году на Capitol Records. Сингл был спродюсирован Марком Тромбино.
Песня вошла в саундтрек к фильму «Нецелованная».

## Список композиций
| №  | Название             | Длительность |
| -- | -------------------- | ------------ |
| 1. | «Lucky Denver Mint»  | 3:50         |
| 2. | «A Sunday»           | 4:33         |
| 3. | «Your New Aesthetic» | 2:50         |